# Писемність мізо

Штат Мізорам, Індія. На його землях поширена мова мізо.

Писемність мізо (або лушай) — писемність мови мізо (лушай). Ця мова записується латинською абеткою, але були спроби використовувати бенгальське письмо.

## Бенгальське письмо
Перед приходом місіонерів та введенням латинської абетки двоє мізо, Суака (Suaka) і Тханґпхунґа (Thangphunga), користувались бенгальським письмом.

## Латинське письмо
Латинське письмо було введене у 1894 році двома християнськими місіонерами — Гербертом Лоррейном (J. Herbert Lorrain) та Фредом Севіджем (Fred W. Savidge). У 1898 році вони видали першу граматику зі словником для мови мізо. В ній містився алфавіт, наведений нижче.
| A a | Â â  | Aw aw | B b | Ch ch | D d | E e | Ê ê  | F f | G g |
| --- | ---- | ----- | --- | ----- | --- | --- | ---- | --- | --- |
| /ʌ/ | /ɑː/ | /ɔː/  | /b/ | /t͡ʃ/  | /d/ | /e/ | /eː/ | /f/ | /g/ |

| H h | I i | Î î  | J j  | K k | L l | M m | N n | O o | Ô ô  | P p |
| --- | --- | ---- | ---- | --- | --- | --- | --- | --- | ---- | --- |
| /h/ | /ɪ/ | /iː/ | /d͡ʒ/ | /k/ | /l/ | /m/ | /n/ | /ɒ/ | /əʊ/ | /p/ |

| R r | S s | T t | Ṭ ṭ | U u | Û û  | V v | Z z      |
| --- | --- | --- | --- | --- | ---- | --- | -------- |
| /r/ | /s/ | /t/ | /ʈ/ | /ʊ/ | /uː/ | /v/ | /z/, /ʒ/ |

- Власне буква g пишеться тільки на початку іншомовних слів. В усіх інших випадках вона є частиною диграфа ng (він теж може стояти на початку слів).
- Літера j використовується тільки в іншомовних словах.
- Буква h, стояча в кінці складу або слова, означає, що попередній голосний повинен вимовлятися дуже коротко.
- Літера z може читатись як [z], а може — і як [ʒ].

Також існують інші диграфи і триграфи.
| ng  | chh   | kh   | ph   | th   | ṭh   | sh  | hl   | hm   | hn   | hr   | ngh  |
| --- | ----- | ---- | ---- | ---- | ---- | --- | ---- | ---- | ---- | ---- | ---- |
| /ŋ/ | /t͡ʃʰ/ | /kʰ/ | /pʰ/ | /tʰ/ | /ʈʰ/ | /ʃ/ | /lʰ/ | /mʰ/ | /nʰ/ | /rʰ/ | /ŋʰ/ |

- Букви sh та s часто замінюють одна одну.

Пізніше творці цієї абетки вирішили, що використання різних літер (o і aw) для того ж самого короткого і довгого звука є помилкою. Тому для передачі довгого голосного [ɔː] було введено літеру âw. В 1939 році вийшов мізо-англійський словник (33000 слів) за авторства Герберта Лоррейна, в якому використовувався алфавіт із вищенаведеними змінами. Перед тим у 1901 році було видано буквар «Mizo Zir Tir Bu» з абеткою, яка використовується і донині. Нижче наведено сучасний алфавіт для мови мізо.
| A a | Â â  | Aw aw | Âw âw | B b | Ch ch | D d | E e | Ê ê  | F f |
| --- | ---- | ----- | ----- | --- | ----- | --- | --- | ---- | --- |
| /ʌ/ | /ɑː/ | /ɒ/   | /ɔː/  | /b/ | /t͡ʃ/  | /d/ | /e/ | /eː/ | /f/ |

| G g | Ng ng | H h | I i | Î î  | J j  | K k | L l | M m | N n | O o  | P p |
| --- | ----- | --- | --- | ---- | ---- | --- | --- | --- | --- | ---- | --- |
| /g/ | /ŋ/   | /h/ | /ɪ/ | /iː/ | /d͡ʒ/ | /k/ | /l/ | /m/ | /n/ | /əʊ/ | /p/ |

| R r | S s      | T t | Ṭ ṭ | U u | Û û  | V v | Z z      |
| --- | -------- | --- | --- | --- | ---- | --- | -------- |
| /r/ | /s/, /ʃ/ | /t/ | /ʈ/ | /ʊ/ | /uː/ | /v/ | /z/, /ʒ/ |

- Власне літера g може писатися тільки на початку запозичених слів. В усіх інших випадках вона є частиною літери ng (вона також може стояти на початку слів).
- Літера j використовується лише в іншомовних словах.
- Літера h, знаходячась в кінці складу або слова, позначає дуже коротку вимову попереднього голосного.
- Якщо літера h стоїть між літерами t і l (thl), то вона передає своєрідний шиплячий звук.
- Літера s передає два звуки — [s] та [ʃ], оскільки в мові мізо вони є алофонами.
- Літера z, окрім звука [z], може передавати також звук [ʒ] (ці звуки — алофони).
- Всі тони мови мізо не позначаються

В абетці є інші диграфи і триграфи.
| chh   | kh   | ph   | th   | ṭh   | hl   | hm   | hn   | hr   | ngh  |
| ----- | ---- | ---- | ---- | ---- | ---- | ---- | ---- | ---- | ---- |
| /t͡ʃʰ/ | /kʰ/ | /pʰ/ | /tʰ/ | /ʈʰ/ | /lʰ/ | /mʰ/ | /nʰ/ | /rʰ/ | /ŋʰ/ |